# Erç Mort
L'Erç Mort, o simplement Erç (en francès Hers-Mort) és un riu de 89 km de longitud que circula a través dels departaments francesos de l'Aude i l'Alta Garona. És un afluent de la Garona per la seva riba dreta. No s'ha de confondre amb un altre riu que també circula pel departament de l'Aude, més cabalós, que s'anomena Erç o Erç Viu.

## Toponímia
L'Erç Mort apareix a les fonts de les següents maneresː Hereium, 1185 (arch. Hte-Gar., Malle, S.-Michel). Flumen Heraicum = Hereium, 1195 (Doat, 83, f. 224). Rivus Yrcii, 1378 (arch. Hte-Gar., Malte, S.-Mich., III, 8). L'Ers morte, 1781 (c. dioc. Mirep.). Lers mort (cad. de Fonters). (DT).

## Curs

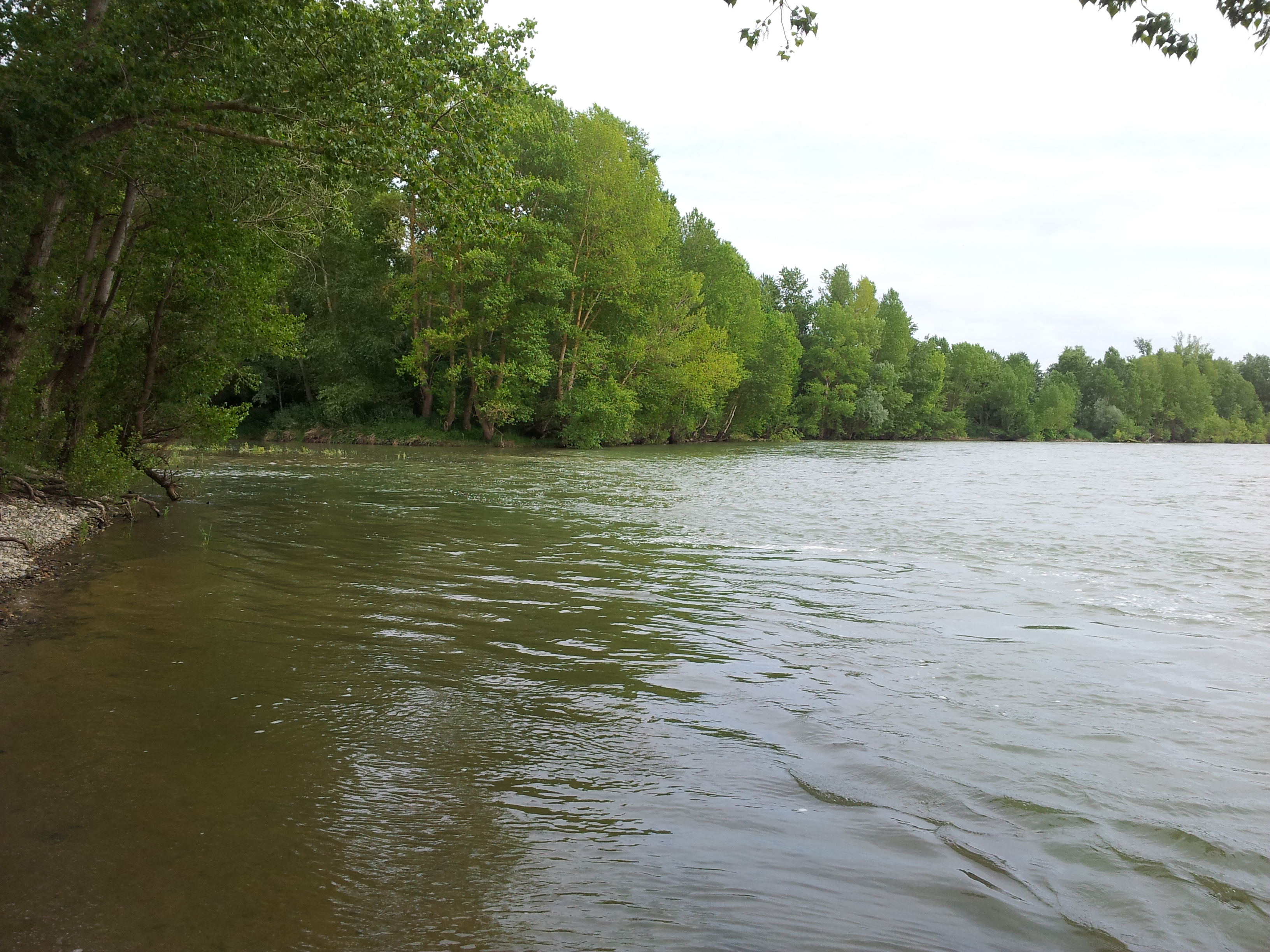
Desembocadura de l'Erç Mort (a l'esquerra) a la Garona.

L'Erç Mort té una longitud de 89,3 km. Neix al Lauraguès una mica més amunt del poble de Fonters, dins del terme de la localitat de Laurac, a una altitud de 360 m.
Desemboca a la Garona al nord de Sent Jòri, a les comunes d'Ondas i Granada, a 108 m d'altitud, després d'haver vorejat la ciutat de Tolosa de Llenguadoc de sud a nord mentre travessa el canal lateral de la Garona.
La seva vall és un eix d'infraestructures ja que l'utilitza el Canal del Migdia, l'autopista de les Dues Mars i la línia de ferrocarril Tolosa - Castellnou d'Arri - Carcassona - Narbona.

## Principals afluents
L'Erç Mort té 80 afluents referenciats, dels quals els principals són els següents:
- el Jammas (rg) 11,8 km
- la Ganguisa o riera de Brasil (rd) 16,7 km amb el llac de la Ganguisa
- el Marès, 12,7 km
- la Thésauque (rg) 16,7 km
- el Gardijòl (rg) 22,3 km ;
- la Marcaissonne (rd) 26,6 km ;
- la Sauna (rd) 31,8 km ;
- la Saussa (rd) 22,3 km ;
- el Giron (rd) 64,5 km.
- el Riu Gras (rd) 2,3 km, i el seu afluent la Linassa (rd)
- el Noncessa (rd)